# سایوز تی‌ام‌ای-۵
سایوز-تی‌ام‌ای-۵ (به روسی: Союз )(به معنای اتحاد) یک مأموریت سرنشین دار سازمان ملی فضانوردی روسیه به سمت ایستگاه فضایی بین‌المللی محسوب می‌شود. در طول این مأموریت ۲ فضاپیمای پشتیبانی پروگرس به ایستگاه متصل شدند.

همچنین فضاپیمای این مأموریت وظیفه ارسال و بازگرداندن فضانوردان گروه اعزامی ۱۰ را نیز بر عهده داشت.

## خدمه مأموریت
| شماره | نام             | ملیت                | تعداد پرواز | نقش عملیاتی | تصویر |
| ۱     | سالیژان شالیپوف | روسیه               | ۲           | فرمانده     |       |
| ۲     | لیروی چیائو     | ایالات متحده آمریکا | ۴           | مهندس پرواز |       |
| ۳     | یوری شارگین     | روسیه               | ۱           | مهندس پرواز |       |

## نگارخانه

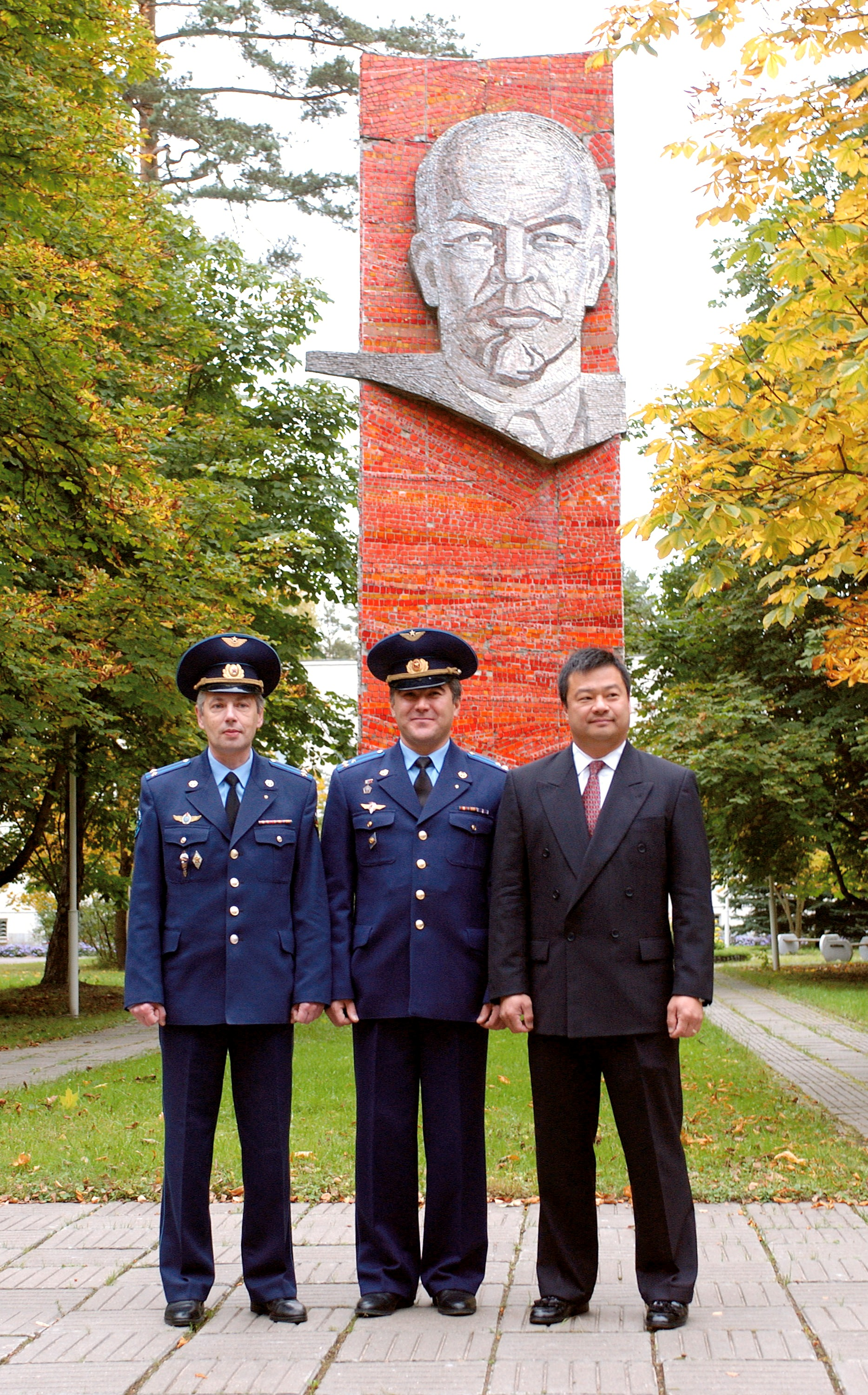
فضانوردان تی‌ام‌ای-۵ در شهرک ستاره‌ها
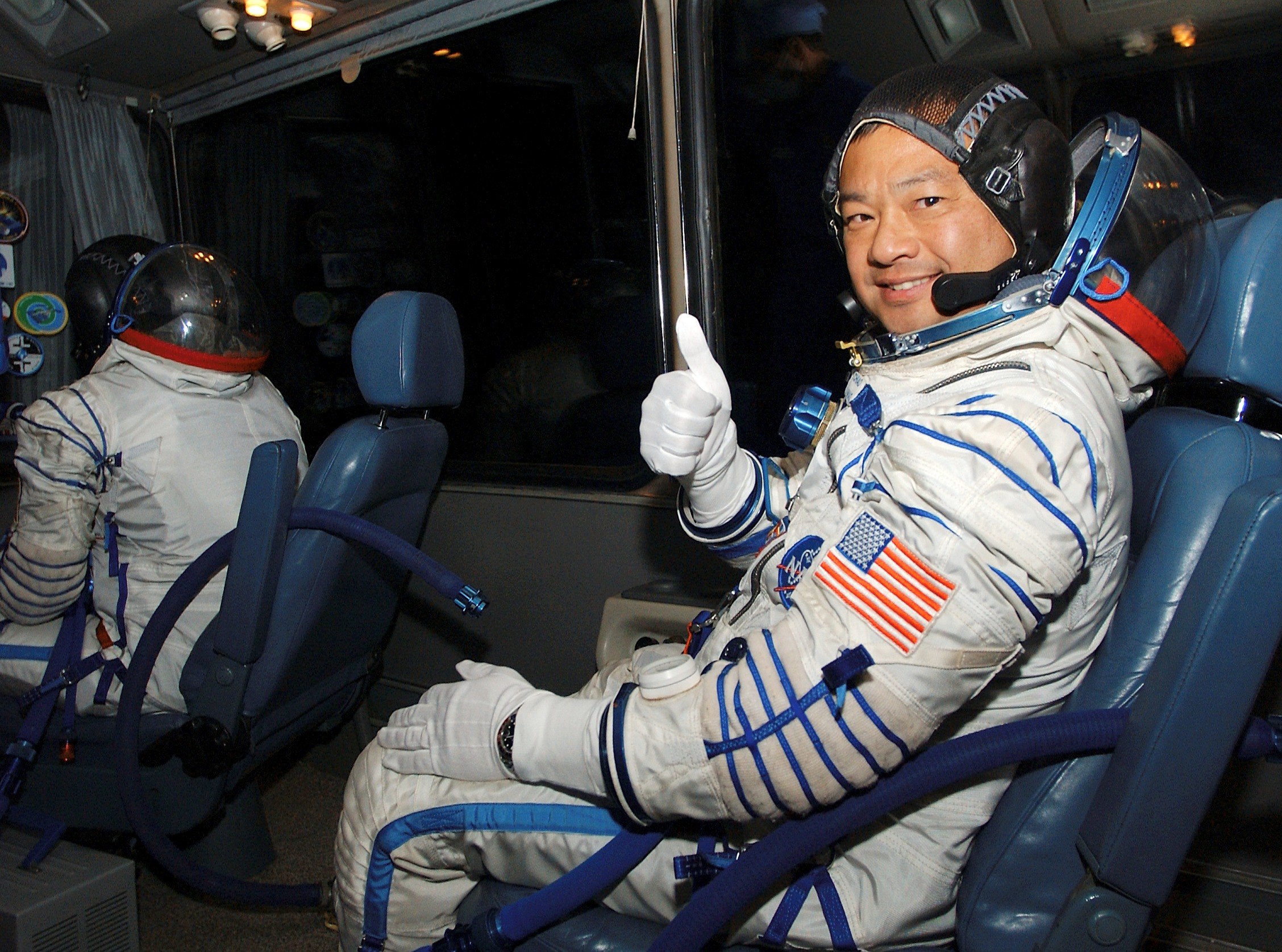
پیش به سوی پرتاب
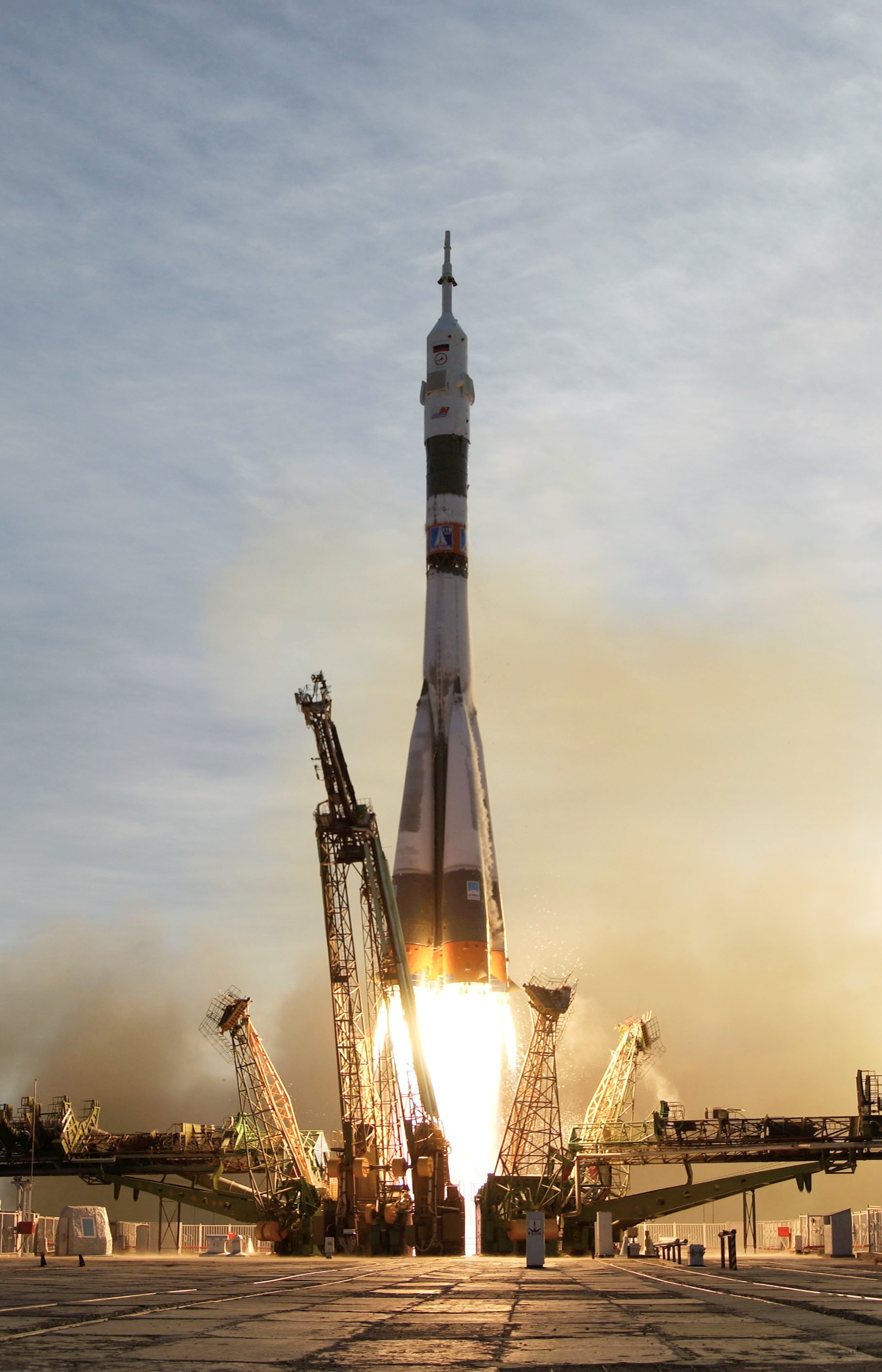
پرتاب تی‌ام‌ای-۵
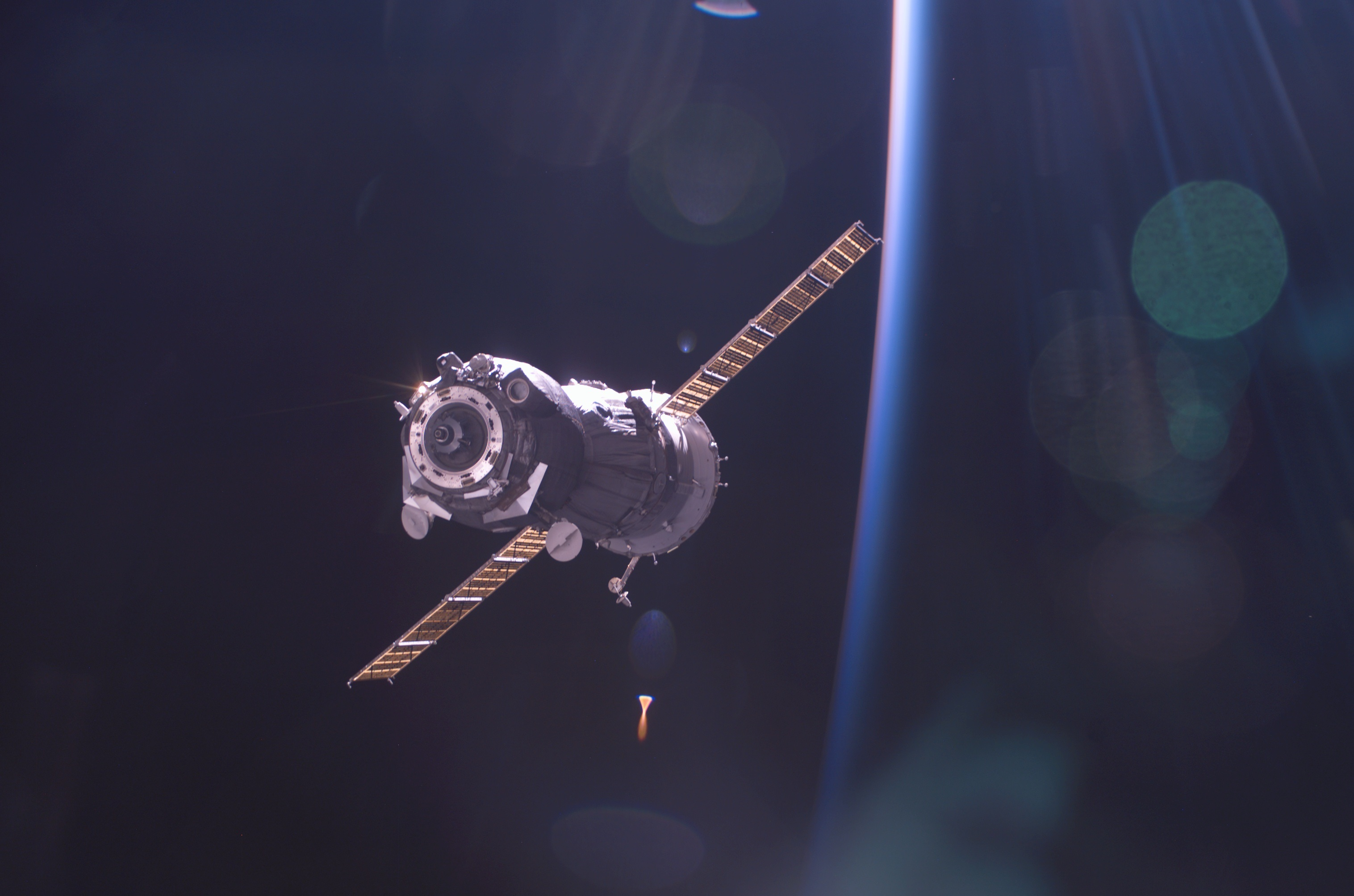
تی‌ام‌ای-۵ در حال جدا شدن ایستگاه
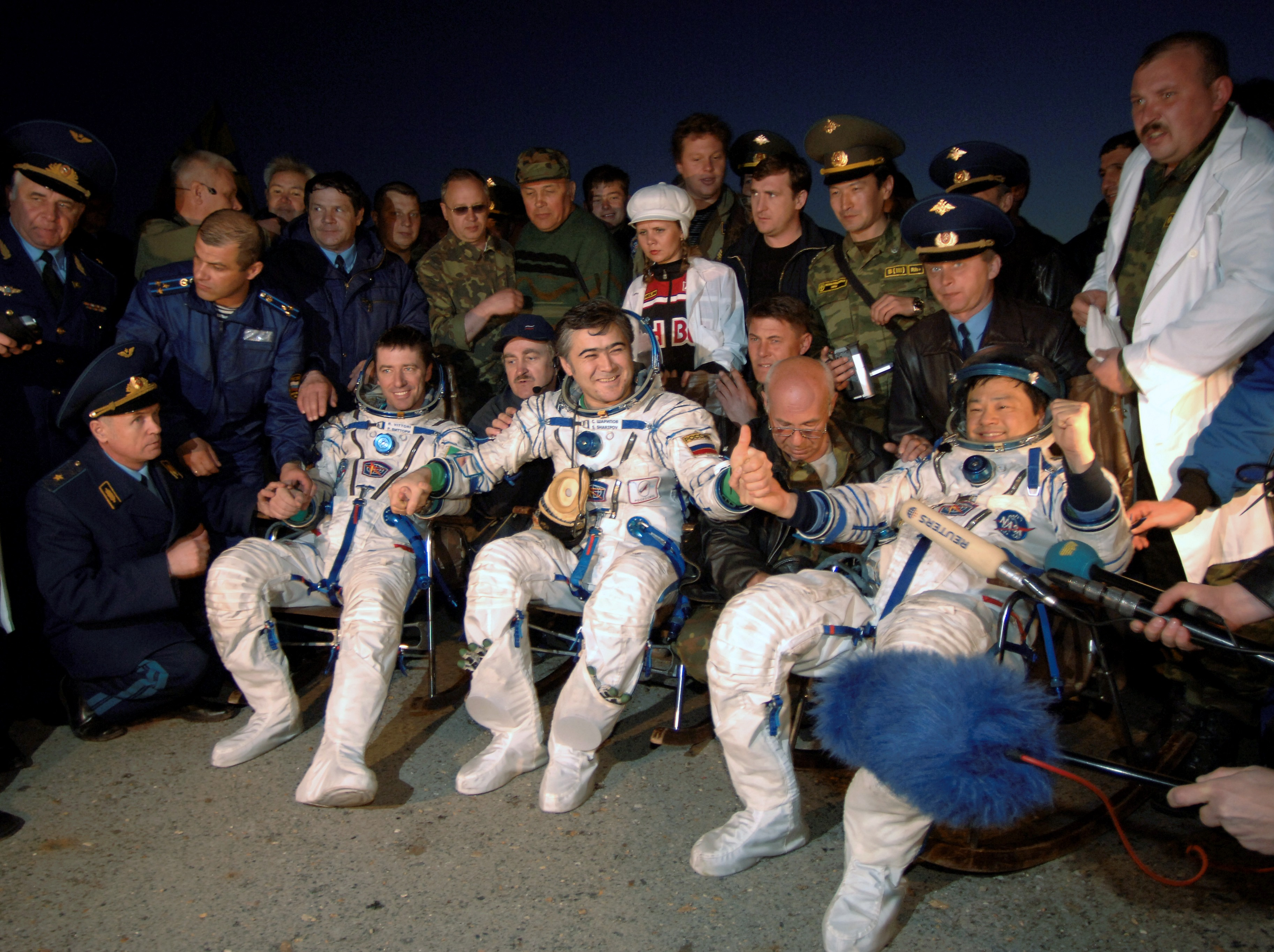
فضانوردان تی‌ام‌ای-۵ پس از فرود